# جايمي ألفونسو رويز
جايمي ألفونسو رويز (بالإسبانية: Jaime Ruiz)‏ (3 يناير 1984 بكالي في كولومبيا - ) هو لاعب كرة قدم كولومبي في مركز الهجوم. شارك مع منتخب كولومبيا لكرة القدم. أما مع النوادي، فقد لعب مع ديبورتيفو باستو وسيينسيانو وكيه في ميخيلين ونادي فيسترلو ونادي أوكاس وCortuluá ‏ وK.S.K. Heist ‏ وAlianza Atlético ‏.

## وصلات خارجية
- جايمي ألفونسو رويز على موقع الاتحاد الدولي (مؤرشف)  (الإنجليزية)
- جايمي ألفونسو رويز على موقع قاعدة بيانات كرة القدم.إي يو (الإنجليزية)
- جايمي ألفونسو رويز على موقع ناشيونال فوتبول تيمز (الإنجليزية)
- جايمي ألفونسو رويز على موقع Soccerway.com (الإنجليزية)
- جايمي ألفونسو رويز على موقع عالم كرة القدم.نت (الإنجليزية)